# Vauxhall Magnum
Der Vauxhall Magnum wurde von Vauxhall von 1973 bis 1978 gebaut. Er ist ein Vauxhall Viva HC mit stärkeren Motoren, luxuriöserer Innenausstattung, Vinyldach, mehr Chromteilen und Doppelscheinwerfern. Radaufhängung und Antriebsstrang (ohne Motor) sind die gleichen wie beim Viva.
Die schwächer motorisierten Varianten hatten den 1,8-Liter-Vierzylinder-Reihenmotor und zwei Rundinstrumente, während die stärker motorisierten den 2279-cm³-Vierzylinder und sieben Rundinstrumente besaßen. Beide Varianten gab es als 2- und 4-türige Limousinen, 3-türige Kombis mit Schrägheck und 2-türige Coupés. Alle Ausführungen hatten "Rostyle"-Räder. Verwirrenderweise gab es auch Viva-Versionen mit den größeren Motoren und Vinyldach zu kaufen. Dieser Mangel an Übersichtlichkeit in der Modellpalette war in dieser Zeit eines der größten Marketingprobleme für Vauxhall.
Die Modellbezeichnung Magnum ersetzte dann auch die Bezeichnung Firenza für die Coupé-Modelle; letztere wurde ab 1974 ausschließlich für die Firenza HP-"Droopsnoot"-Modelle verwendet. Die Magnum-Modellreihe wurde bis 1978 angeboten.
Die verschiedenen Ausstattungs- und Karosserievarianten, die ursprünglich dem Magnum vorbehalten waren, wurden nach und nach auch für den Viva angeboten (z. B. im Topmodell Viva GLS), um die zunehmend nachlassenden Verkaufszahlen dieses Modells zu verbessern. Die Modellreihe Viva wurde 1979 eingestellt. Die Bezeichnung Magnum fand in Neuseeland Verwendung für den Viva 1300, der dort mit den Doppelscheinwerfern des britischen Magnum-Modells, jedoch mit der Standard-Innenausstattung des Viva angeboten wurde.
1976 wurden 197 Stück eines Kombimodells des Magnum, genannt "Sportshatch", hergestellt. Dieses Modell hatte die Schnauze des "Droopsnoot", aber die 2,3-Liter-Maschine des Magnum, AVON-Sporträder und eine besondere Lackierung: "Extra Wine Dark" (dunkles Weinrot) mit hellroten Streifen und Glanzeffekten. Dieses Modell war immer schon selten und ist heute von Sammlern sehr gesucht.
Die Fahrleistungen des Magnum waren ganz munter, aber sparsamer Umgang mit Kraftstoff war nie die Stärke dieses Modells.